# Epomops dobsonii
Epomops dobsonii — вид рукокрилих, родини Криланових.  Вид названо на честь ірландського зоолога Джоржа Добсона.

## Середовище проживання
Країни поширення: Ангола, Демократична Республіка Конго, Малаві, Мозамбік, Намібія, Танзанія, Замбія. Мешкає у вологих і сухих рівнинних тропічних лісах і луках. Записаний на висотах до 1500 м над рівнем моря (в Малаві) і 1890 м над рівнем моря в Танзанії. Цей вид, як правило, пов'язані з міомбовим рідколіссям. 

## Загрози та охорона
Як видається, немає серйозних загроз для цього виду. Він був записаний у англ. Kasungu National Park в Малаві і фр. Parc National de l'Upemba в Демократичній Республіці Конго.